# Franciszek Szydełko
Franciszek Szydełko (ur. 5 sierpnia 1925 w Woli Rafałowskiej, zm. 30 marca 2020) – pułkownik Milicji Obywatelskiej, treser zwierząt i konsultant filmowy.

## Życiorys
Podczas II wojny światowej wstąpił do wojska jako ochotnik i podczas walk dwukrotnie został ciężko ranny. Podczas pobytu na froncie poznał starszego sierżanta, który był zawodowym treserem i zaszczepił w nim miłość do zwierząt. Po wojnie wstąpił do Milicji Obywatelskiej, a w 1946 roku został służbowo oddelegowany do Centrum Wyszkolenia Milicji Obywatelskiej w Słupsku, z przydziałem do odbycia szkolenia w nowo utworzonej Szkole Przewodników i Tresury Psów Służbowych. Ukończył ją jako prymus w stopniu sierżanta, będąc jednym z pierwszych absolwentów. Podczas pobytu w Słupsku poznał swoją żonę i tam też urodził się jego syn.
Do filmu trafił w 1948 roku, gdy został oddelegowany jako opiekun psa do pracy nad filmem Aleksandra Forda Ulica Graniczna. W 1949 roku przeprowadził się z rodziną do Warszawy, z uwagi na przeniesienie Szkoły Przewodników i Tresury Psów Służbowych do podwarszawskich Sułkowic. Po raz pierwszy jako konsultant filmowy wystąpił w 1966 roku, współpracując z Krzysztofem Szmagierem w pracy nad filmem dokumentalnym Selim. W tym czasie wziął udział w selekcji psów do filmu Czterej pancerni i pies. Kiedy po zakończeniu zdjęć do pierwszej serii Leonard Sosnowicz – treser Trymera i dublujących go Spika (zgodnie z wypowiedzią Franciszka Szydełko w filmie dokumentalnym z 2006 roku pt. Czterej pancerni, pies i kuchnia filmowa, Spik nigdy nie wystąpił w serialu) i Ataka, grających rolę Szarika, w wyniku antysemickiej nagonki wyemigrował do Izraela, Szydełko na stałe trafił do ekipy filmowej. W Czterech pancernych... zagrał też epizodyczną rolę niemieckiego spadochroniarza. Po zakończeniu zdjęć ponownie zaczął współpracę z Krzysztofem Szmagierem, który w Sułkowicach rozpoczął zdjęcia do Przygód psa Cywila (1968–1970), jako konsultant i treser Beja – psa reżysera odgrywającego tytułową rolę.

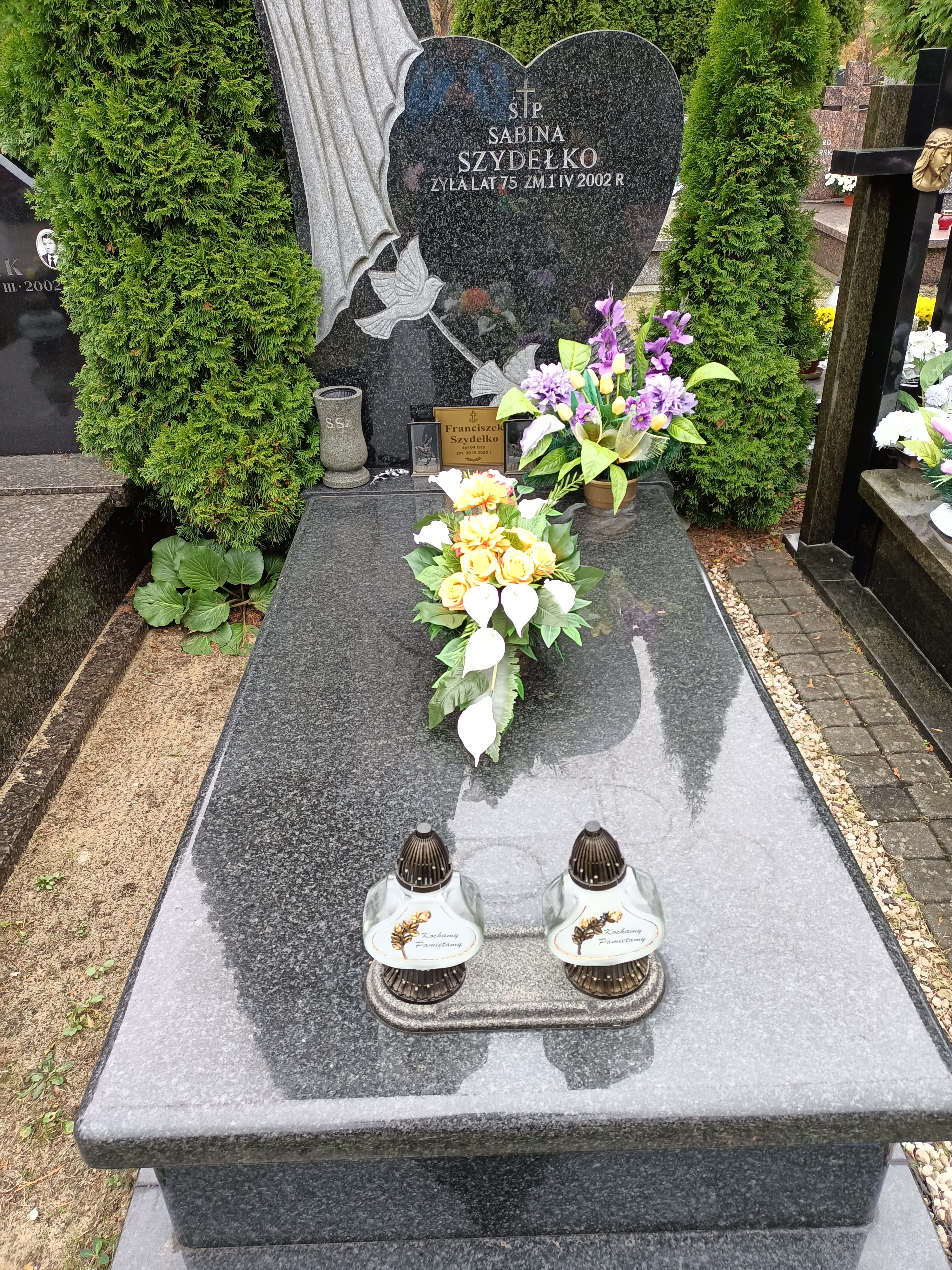
Grób Franciszka Szydełki na Cmentarzu Komunalnym Północnym w Warszawie

Przez ponad 50 lat aktywności zawodowej wytresował ponad 500 zwierząt na potrzeby 148 filmów. Oprócz psów grających rolę Szarika i Cywila tresował też m.in. dogi – Łosia i Apacza – grające rolę Saby w filmie W pustyni i w puszczy oraz zwierzęta na potrzeby filmów Noce i dnie, Szaleństwa panny Ewy, Ogniem i mieczem, jak też świnię udającą dzika w Nie ma mocnych. Oprócz tresury psów zajmował się również opracowywaniem scen z udziałem innych zwierząt, m.in. węży, kaczek, gęsi, świń, a nawet much i dżdżownic. Zagrał epizodyczne role w 49 filmach, m.in. esesmanów w Akcji pod Arsenałem i Europa, Europa, i milicjantów w Selimie i Przygodach psa Cywila w scenach, w których praca ze zwierzęciem mogłaby być niebezpieczna dla aktora bez fachowego przygotowania, ale również w filmach Katastrofa w Gibraltarze czy Quo vadis, w którym zwierzęta nie odgrywały pierwszoplanowych ról. Na koncie miał również pracę nad filmem Dzikun, którego głównymi bohaterami są zwierzęta – m.in. 6 wilków, psy i tchórzofretka – a ludzie grają jedynie role drugoplanowe i epizodyczne oraz scenę z filmu Ferdydurke, w jednej ze scen zagrały jednocześnie 52 zwierzęta: 12 chartów, koty, krowy, kury i kozy.
Franciszek Szydełko był również jednym z bohaterów filmu dokumentalnego Za rogiem, niedaleko... w reżyserii Kazimierza Karabasza, opowiadającego o losach mieszkańców ulicy Koszykowej w Warszawie.
W dwutygodniku regionalnym „Zbliżenia” w wywiadzie z płk Franciszkiem Szydełko Psa nie można uczłowieczać!, czytamy m.in.: „Rolę Szarika grał tylko jeden pies – wabił się Tamerlan – i nieprawdą jest, że były ich trzy czy cztery, jak opowiadano później. W jednej scenie, skoku z pierwszego piętra, wystąpił jego dubler – Atak – dementuje plotki F. Szydełko. – Któregoś dnia nawet Franciszek Pieczka był tak zdezorientowany tymi donosami, że zadzwonił do mnie i chciał wiedzieć... jak było naprawdę z tym Szarikiem.”
W 1997 roku z żoną Sabiną otrzymali Medal za Długoletnie Pożycie Małżeńskie.
Pochowany na Cmentarzu Komunalnym Północnym w Warszawie (S-V-3/6/13).